# Pasqual Ferry
Pasqual Ferry, aussi crédité sous les noms de Paschalis, Pascual ou Pascal Ferry, de son vrai nom Pascual Ferrándiz Arroyo, est un dessinateur de bande dessinée espagnol. Il est surtout connu pour son travail sur le marché américain incluant Heroes for Hire (1997), Action Comics (2000) et Adam Strange (2004).

## Publications
- Plasmer (Marvel UK, 1993)

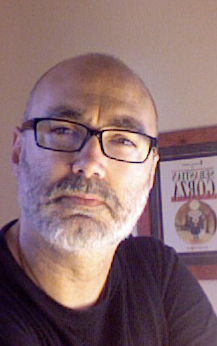

- Fantastic Four 2099 #6-8 (Marvel Comics, 1996)
- 2099, World of Tomorrow #1 (Marvel Comics, 1996)
- Heroes for Hire #1-10, 12, 15-16, 18-19 (Marvel comics, 1997)
- Warlock #1-9 (Marvel comics, 1999)
- Action Comics #771,  (DC Comics, 2000)
- Superboy #83-85, 88, 90-93 (DC Comics, 2001 )
- Action Comics #786-789, 792-793, 798, 800, 803-810 (DC Comics, 2002)
- Adventures of Superman #606 (DC Comics, 2002)
- Tom Strong #26 (Wildstorm, 2004)
- Adam Strange#1-8 (DC comics, 2004)
- Seven Soldiers: Mister Miracle #1 (DC Comics, 2005)
- Ultimate X-Men/Fantastic Four #1-2 (Marvel Comics, 2006)
- New Avengers #24 (Marvel Comics, 2006)
- Ultimate Fantastic Four #33-38, 42-46 (Marvel Comics, 2006)